# Alopecosa etrusca
Alopecosa etrusca är en spindelart som beskrevs av Lugetti och Ezio Tongiorgi 1969. Alopecosa etrusca ingår i släktet Alopecosa och familjen vargspindlar. Inga underarter finns listade i Catalogue of Life.